# Spoorlijn Bréauté-Beuzeville - Fécamp
De Spoorlijn Bréauté-Beuzeville - Fécamp is een Franse spoorlijn van Bréauté naar Fécamp. De lijn is 19,7 km lang en heeft als lijnnummer 359 000.

## Geschiedenis
De lijn werd in gedeeltes geopend door de Compagnie des chemins de fer de l'Ouest, van Bréauté-Beuzeville naar Fécamp-Sud op 25 februari 1856 en van Fécamp-Sud naar Fécamp op 20 november 1858. Het personenvervoer werd opgeheven in 1970 en hervat in 1981 op initiatief van de gemeente en de kamer van koophandel van Fécamp. In 2014 werd de lijn opnieuw gesloten en na afronden van de herstelwerkzaamheden werd de dienst eind 2016 weer hervat.

## Treindiensten
De SNCF verzorgt het personenvervoer op dit traject met TER treinen.
| Serie | Treinsoort | Route                                  | Bijzonderheden |
| ----- | ---------- | -------------------------------------- | -------------- |
| P 14  | TER (SNCF) | Le Havre – Bréauté-Beuzeville – Fécamp |                |

## Aansluitingen
In de volgende plaatsen is of was er een aansluiting op de volgende spoorlijnen:
Bréauté-Beuzeville
RFN 340 000, spoorlijn tussen Paris-Saint-Lazare en Le Havre
RFN 362 000, spoorlijn tussen Bréauté-Beuzeville en Gravenchon-Port-Jérôme
Les Ifs
RFN 360 000, spoorlijn tussen Les Ifs en Étretat
RFN 361 000, spoorlijn tussen Le Havre-Graville en Tourville-les-Ifs
Fécamp
RFN 357 000, spoorlijn tussen Dieppe en Fécamp

## Galerij

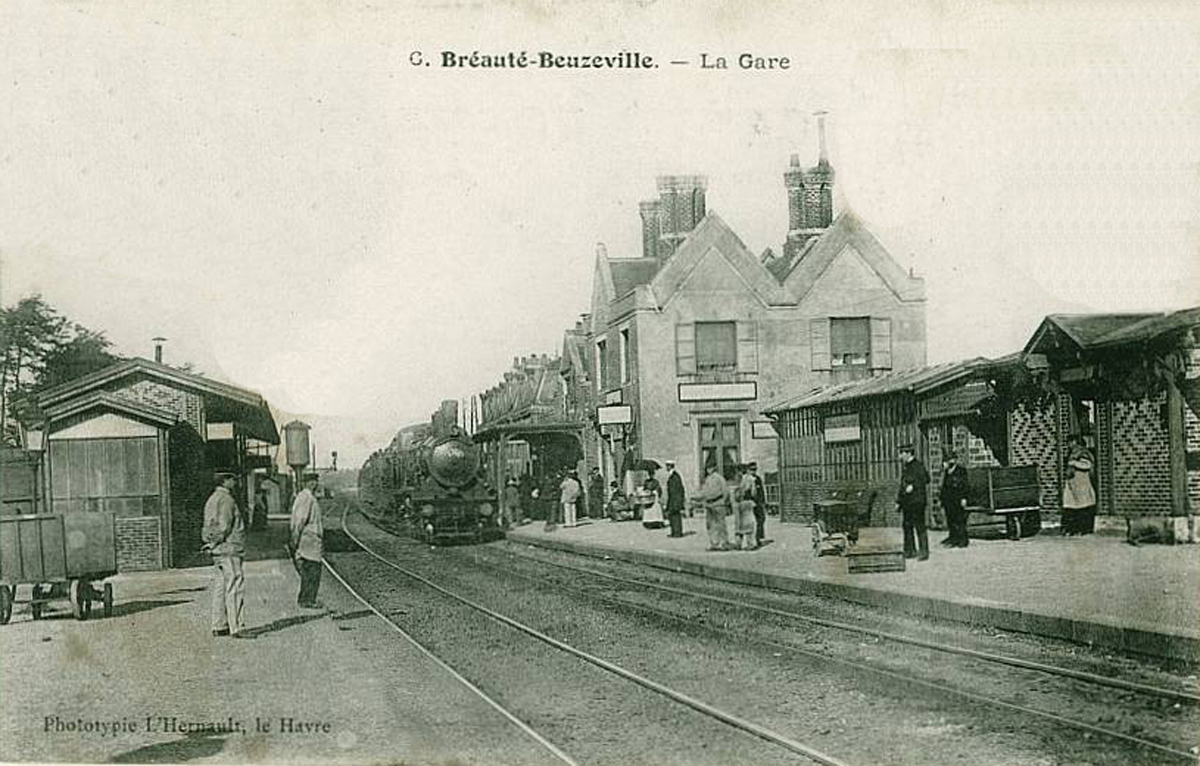
Station Bréauté rond 1900
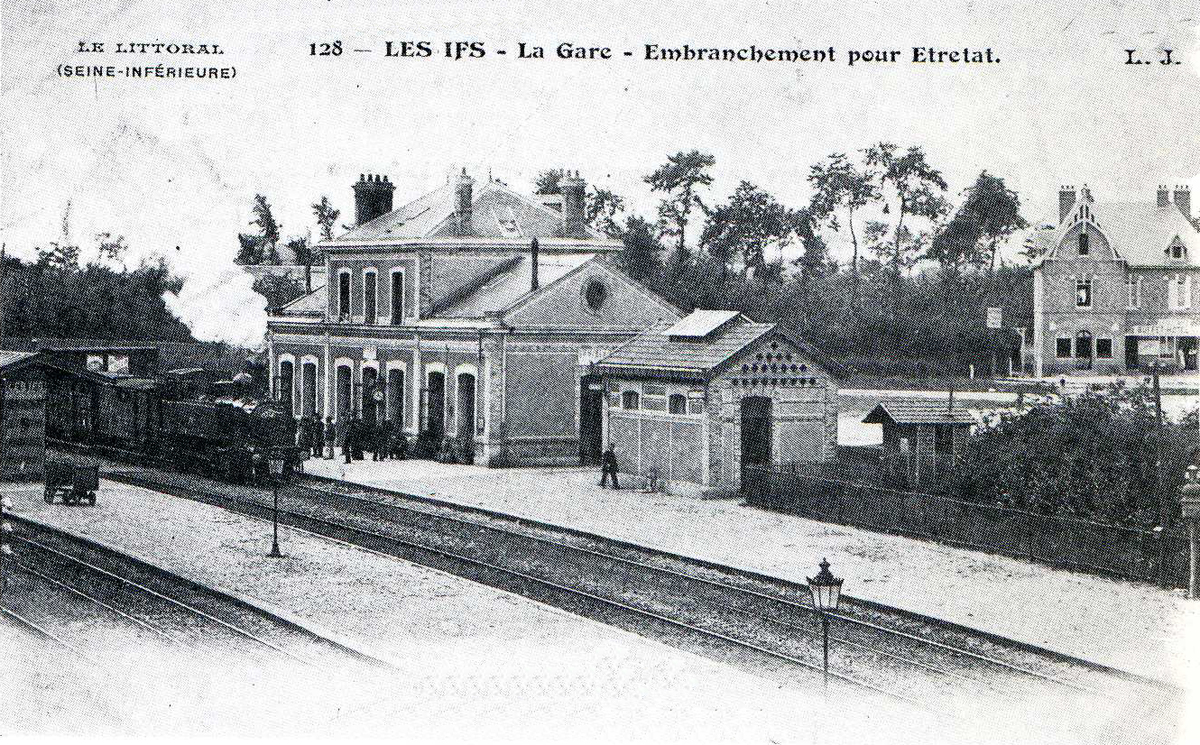
Station Les Ifs rond 1900
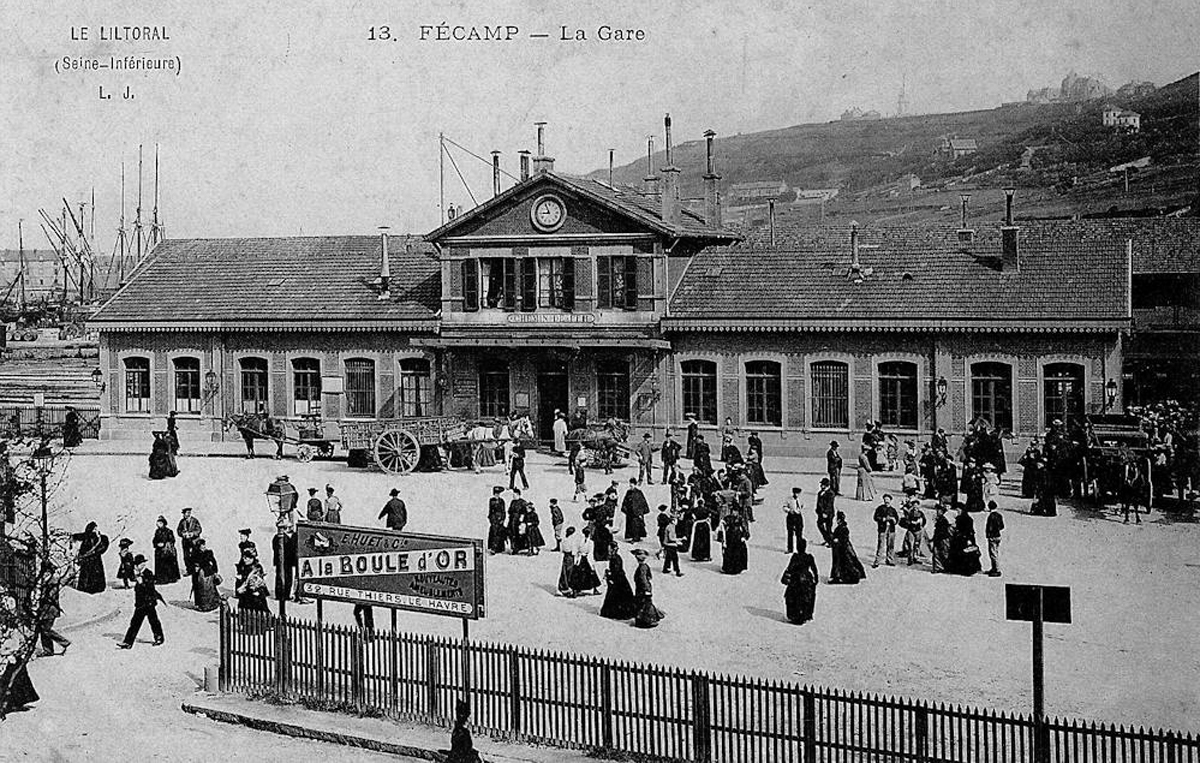
Station Fécamp rond 1900